# 賽博格

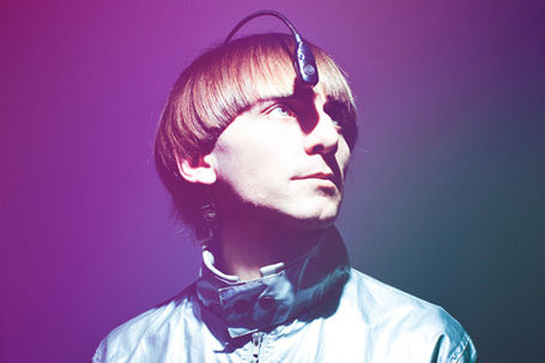
內爾·哈維森被有些人稱為改造人

賽博格，又稱「生化人」或「半機械人」，是控制論有機體的簡稱，是有機體與生物機電一體化（Biomechatronic）的生物，又称「人机融合」。該詞最早由曼菲德·克萊恩斯和內森·克萊恩於1960年所創造。不同於仿生學、生物機器人或仿生人，賽博格是以無機物所構成的人造物，植入或者装配在有機體身體内外，但思考動作均藉由有機體生物控制。通常這樣做的目的是藉由人工科技來增加或強化生物體的能力。
在科幻小說中，賽博格的形象是身上明顯安装有人造物的人，例如DC漫畫中的超級英雄鋼骨或是中的人，不過賽博格也可能被描繪得更像機器人或普通人。它可能像人形機器人一樣出現，例如DC漫畫《末日巡邏隊》中的機甲人（Robotman）或《超時空奇俠》中的賽博人；或是非人形的機器人，例如《超時空奇俠》中的戴立克或電影中的一些Motorball玩家；還有一些則可能會用盔甲或衣服掩蓋其機械零件，例如《星際大戰》中的達斯·維達或漫威中的迷霧騎士（Misty Knight）；甚至可能具有看起來像一般人體的機械義體，如日本漫畫《攻殼機動隊》中具有全身仿生機械義體的草薙素子。在上述以及更多例子之中，賽博格通常在生理或精神上都具有超出人類的能力，他們可能具有超強的力量、增強的感官能力、電腦輔助的大腦或內建的武器。

## 词源
人機混合的概念在第二次世界大戰之前于科幻小說中得到了廣泛傳播。
早在1843年，愛倫·坡就曾在短篇小說《消耗殆盡的男人》中描述了一位生化改造且全身替換為人造器官的男人。
英文「Cyborg」是「Cybernetic Organism」的結合，實際上表示了任何混合了有機體與電子機器的生物。
這個名詞的普及化是紐約州羅克蘭州立醫院（Rockland State Hospital）動態模擬研究室（Dynamic Simulation Laboratory）的首席研究科學家曼菲德·克萊恩斯和一個生理儀器與電子資料處理系統的設計師內森·克萊恩在1960年提出的未来有可能出现的一種人類，该人類經過強化之後能夠在地球以外的環境中生存。因为他们覺得當人類開始進行航太的新領域時，人類與高科技機械之間的密切關係將成為必要条件，因此提出这个概念。

## 概述

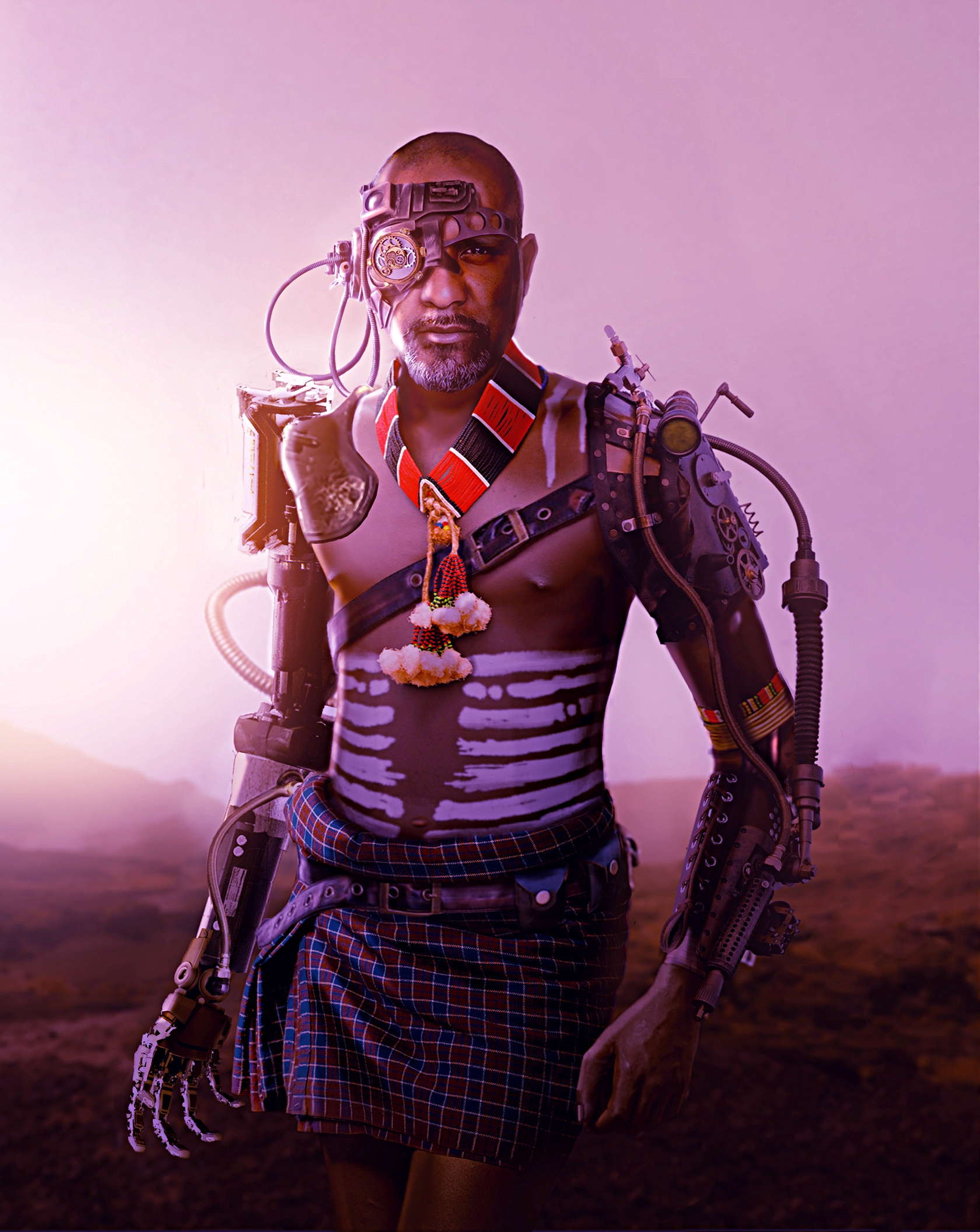
赛博人（Cyborg）

根據這個詞的某些定義來看，人類對即使是最基礎的科技所帶有的思維與物質方面的依賴，早已經讓我們都變成改造人了。
在一個普通案例裡如人工器官，一個配帶有心律調節器或植入式心臟復律除顫器（Implantable cardioverter-defibrillator）的人可能會被認為是改造人，因為他如果失去了那個機械的部份就無法生存下去。
而在一個比較極端的案例裡，衣物就可以被視為是一種機械化的皮膚；人類藉由建構出一些原本在自然環境中不存在的事物，例如隱形眼鏡、助聽器、人工耳蝸或人工晶體等，讓人類能夠恢復甚至增強感官能力，以便在差異極大的各種環境中生存下去。
便條紙可以被視為一種基礎的記憶補充物，而火的控制以及農業也可以被視為是一種為了符合我們的消化過程而進行的改良，這讓兩者間的分界更糢糊了。
不過大部分的定義都只考慮那些在工業革命之後才可能出現的科技，尤其是存在於人體之內的。
該術語還用於抽象地描述人與科技的混合，這不僅包括常用的科技產品，例如電話、電腦、網路等，還包括可能不被普遍認為是科技的產物，例如筆和紙、以及語音和語言。當使用這些技術進行擴充，並在其他時間和地點與人們進行交流時，一個人將變得比以前更有能力，例如電腦透過使用網際網路協定來與其他電腦連結使其增強能力。控制論技術包括高速公路、管道、電線、建築物、發電廠、圖書館和我們幾乎不注意到的其他基礎設施，但這是我們所研究的控制論的關鍵。
在於人體內部的人工器官和像衣服等隨身道具外，中間還有一個灰色地帶，便是構成了當時人生活一部分的輔具和義肢。
因為其定義可能包括了某些使用了生物組織和基因的仿真機器人和生物電腦，所以在定義上有爭論的餘地，最明顯就是中，T系列既有部分被認為是改造人，另一部分是完全機械的仿生人，可是在故事世界都一律被視為機器人。反之在《攻殼機動隊》中，有很多完全義體人只有腦部的有機部分是人類，但不只是堅持自己是人類，而且還要堅持腦部本來的国籍和身分認同，並且在故事中，被一般人認可和各國在法律上符合其對本國國民的定義。而伴隨納米記憶技術及大腦仿真技術的發展，賽博格裡面的人類大腦或可由無機物構成的納米記憶細胞與仿真大腦（Bionic brain）局部或全面代替（或涉及意識上傳），從而進一步打破賽博格與機器人之間的界限。

## 科幻文学裡的使用
在女性主義者唐娜·哈拉维（Donna Haraway）的論述裡，改造人變成了一種尋找出打破自然／文化界線之方法的隱喻。她示範說期望把這兩者分離是如何變得越來越困難，並試圖利用這種界線上的混淆來創造一種新的政治行動路線。這種思想被稱為改造人理論（Cyborg Theory）。（要注意的是，在哈拉維的論述中，Cyborg實際上指的是一種介於有機體／機械的生命體，以「改造人」來翻譯並不準確，無法完整表達出哈拉維原文中的義涵。）
《改造人》是一本由馬汀·凱丁（Martin Caidin）在1972年出版的科幻小說，後來被改編成1970年代的電視影集《無敵金剛》（The Six Million Dollar Man）。
有本書名叫《改造人：在可穿式電腦年代中的數位命運與人類可能性》（Cyborg: Digital destiny and human possibility in the age of the wearable computer）由雙日出版社（Doubleday）於2001年出版。該書的某些觀點後來被收入35釐米紀錄片《Cyberman》中。

## 影視遊戲中的例子
| - 《星際大戰》 - 《機器戰警》系列：機器戰警（Robocop）、Cain（機器戰警2中的反派，全身义体，被改造之前是個製造核靈的販毒集團之首） - 《》（Iron Man，注：雖然作為鋼鐵人的功能主體，是出於那件動力裝甲，但原始版本是主角身體被有限改造才能連結這套盔甲） - 《人造人009》（Cyborg 009） - 《》（昭和時期） - 《銃夢》 - 《攻殼機動隊》 - 《新楓之谷》：傑諾（普通市民遭到瘋狂科學家改造） - 《百变星君》：李澤星（周星馳飾演）與 Mark（Charles Shen飾演）皆是賽博格。 - 《英雄聯盟》：有部分的英雄是賽博格（如：烏爾加特（Urgot），沃維克（Warwick），卡蜜兒（Camille），維克特（Viktor）等） - 《》：馬可仕·萊特 - 《》：約翰·康納（John Connor） - 《》：葛蕾絲 - 《戰鬥迴路》：網絡藍（Cyber Blue〔遊戲可選的玩家角色之一〕） | - 《極黑的布倫希爾德》：經過人體實驗後獲得特殊能力的人類魔法使（魔女），頸後部裝有「御魔具」的機械部件。 - 《鬥陣特攻》：源氏（Genji，本名島田源氏（Genji Shimada），「」成員） - 《黑色子彈》：以主角里見蓮太郎與蛭子影胤為主的機器化士兵們。 - 《JoJo的奇妙冒險 第二部 戰鬥潮流》：魯道夫·馮·修特羅哈姆（，Rudol von Stroheim）劇中的重要配角，納粹德國親衛隊上校，以納粹科技改造成的改造人。因行納粹禮並高喊著“”（德意志的科學是世界第一！！）而聞名，動畫版則為了避免種族問題，因此把部分動作更改。 - 《》：（被海上列車撞飛，用鐵塊改造了身體。之後更是利用天才科學家的構思進一步改造自己） - 《終極動員令系列》：最早出现于《红色警戒》的资料片，里面沃尔科夫和契特卡伊是苏联的赛博格部队。Nod兄弟会在第二次泰伯利亚战争时期大规模使用赛博格技术，制造造了大量赛博格部队。后续系列中赛博格也有出现。 - 《劇場版 SPY×FAMILY CODE: White》：Type-F（一名全身上下裝載武器與彈藥補給的活人武器） |

## 现时生活中的尝试
C-Leg是一款由电脑控制的假腿，通过模仿穿戴者截肢之前的步态，可以达成比一般假肢更自然的行走效果。OPRA Implant System功能也类似，并且还有读取中枢神经系统信号的e-OPRA手臂版本。
现在有人工耳蜗、视觉假体，都是给人提供一种本来没有或缺失的知觉，也可以认为是赛博格。各种脑植入物可以用来治疗大脑损伤和精神障碍，替代损坏的部分工作，或者刺激一些部位恢复功能。1997年，患闭锁综合症的越战老兵Johnny Ray同意医生安装电极，重获了肢体的部分控制。赛博格的应用范围远不止恢复缺失的功能：有人植入磁铁，获得对金属的特殊触觉，或是采用一些脑植入物，将四原色视觉、声纳等感知转换为电刺激。

### 引用
1. ↑  Tibballs, Geoff. Ripley's Believe it or not!, p. 61 (USA 2006). ISBN 978-1-893951-12-9.
2. ↑  . ottobockus.com. （原始内容存档于30 March 2008）.
3. ↑  . 30 November 2022.
4. ↑  . 24 May 2022.
5. ↑  Baker, Sherry. "Rise of the Cyborgs", Discover 29.10 (2008): 50. Science Reference Center. Web. 4 November 2012
6. ↑  "I listen to color" 的存檔，存档日期12 August 2012., TED Global, 27 June 2012.